# Twenty Sixty Six and Then
Twenty Sixty Six and Then, verkürzt auch mit 2066 statt der ausgeschriebenen Zahl und/oder kaufmännischem "&" geschrieben, war eine deutsche Musikgruppe aus Mannheim.
Die Gruppe wird sowohl dem frühen Krautrock als auch dem Progressive Rock zugerechnet, wobei auch Einflüsse aus dem Jazz, Hard-Rock und psychedelischen Rock in den Stil der Band mit eingeflossen sind.

## Bandgeschichte
2066 and Then formierten sich im Sommer 1971. Namensfinder war Geff Harrison, der hierfür die alte englische Redensart "1066 and then" aufgriff. Das Jahr 1066 war für die englische Geschichte folgenreich, bedingt durch den Sieg der Normannen unter Wilhelm der Eroberer in der Schlacht von Hastings. 
Als Band existierte 2066 and Then ein knappes Jahr. Trotz Überlänge wurden die Songs im Radio gespielt, und besonders im süddeutschen Raum trat die Band oft auf. Sie löste sich aus wirtschaftlichen Gründen auf, bevor es zum richtigen Durchbruch kam. Auslöser waren die enttäuschenden Verkaufszahlen ihres ersten Albums Reflections on the Future, veröffentlicht bei United Artists Records. Geff Harrison und Gagey Mrozeck gingen zu der Lokalband Kin Ping Meh und Veit Marvos gründet die Gruppe Emergency. Konstantin Bommarius wechselte zu Abacus und spielte in der Folge auch bei verschiedenen anderen Bands z. B. Karthago, musste sich dann aber aus gesundheitlichen Gründen vom Schlagzeugspiel verabschieden. Er kam 2014 bei einem Unfall in Mannheim ums Leben.
1991 erschien bei Second Battle eine zweite LP mit, bei einer Ausnahme, bislang unveröffentlichten Stücken unter dem Titel Reflections on the Past. Als das Label nun eine Kompilation als CD veröffentlichen wollte, waren die ursprünglichen Masterbänder des ersten Albums nicht mehr verfügbar. Stattdessen konnten aber andere Aufnahmen, die in Studioqualität vorhanden waren, verwendet werden. Die CD erschien unter dem Namen Reflections! und umfasste fünf Stücke des zweiten Albums sowie drei des ersten, diese aber in einer alternativen Version. Lediglich das Stück At my home ist auf allen drei Werken zu hören.

## Diskografie
- 1972: Reflections on the Future (LP)
- 1991: Reflections on the Past (LP)
- 1994: Reflections! (CD)